# Terry Cobner
Terence John (Terry) Cobner est né le 10 janvier 1946 à Blaenavon au pays de Galles. C’est un joueur de rugby à XV, sélectionné avec le pays de Galles de 1974 à 1978 au poste de troisième ligne aile (1,83 m et 91 kg).

## Carrière
Il dispute son premier test match le 19 janvier 1974, contre l'Écosse, et son dernier contre l'Australie, le 11 juin 1978.
Cobner dispute trois test matches avec les Lions britanniques, en 1977 contre les All Blacks.

## Palmarès
- Sélections en équipe nationale : 19
- Sélections par année : 4 en 1974, 5 en 1975, 2 en 1976, 3 en 1977, 5 en 1978.
- Cinq Tournois des Cinq Nations disputés : 1974, 1975, 1976, 1977, 1978.
- Triple vainqueur du Tournoi en : 1975, 1976 et 1978.
- Deux Grands Chelems en 1976 et 1978.